# 塞迪略德拉托雷
塞迪略德拉托雷，是西班牙卡斯蒂利亚-莱昂塞戈维亚省的一个市镇。 总面积24平方公里，总人口123人（2001年），人口密度5人/平方公里。